# Диоген из Ојноанде
Диоген из Ојноанде (у Ликији), II в. не., одушевљени присталица Епикура.
Поставио је за своје суграђане велики натпис са одељцима из учења његовог учитеља Епикура, заједно са његовим изрекама и са два писма (једно је написао сам Диоген). Већи део тог натписа је пронађен 1884. године.